# SN 2011ao
SN 2011ao – supernowa typu Ia odkryta 3 marca 2011 roku w galaktyce IC2973. W momencie odkrycia miała maksymalną jasność 17,10m.